# Tauernwindpark
Der Tauernwindpark, auch Windpark Oberzeiring, liegt am Schönberg im Gebirgsmassiv der Niederen Tauern in der Steiermark, Österreich, auf einer Höhe von 1900 m und ist der erste Windpark in der Steiermark. Sein Rang als höchstgelegener Windpark Europas wurde 2010 vom Windpark Gütsch und 2016 vom Windpark Gries, beide in der Schweiz, übernommen.

## Lage
Der Tauernwindpark befindet sich in den Wölzer Tauern in der Obersteiermark an einem zentralen Punkt Österreichs. Er liegt auf dem Gemeindegebiet von Oberzeiring westlich bis westnordwestlich des Ortskerns in der Nähe und nördlich der Klosterneuburger Hütte. Der Windpark ist über eine Forststraße (Privatstraße) von Oberzeiring her zu erreichen. Die Straße vom westlich gelegenen Schigebiet Lachtal her ist im oberen Bereich mit einem Fahrverbot belegt.
Der Höhenrücken zwischen Kobaldeck und Pichlerstein verläuft quer zur vorherrschenden Hauptwindrichtung und ist wegen seiner exponierten Lage sehr gut für den Betrieb von Windkraftanlagen geeignet. Die durchgeführten Windmessungen haben eine mittlere Windgeschwindigkeit von 7 m/s ergeben, was etwa den Windverhältnissen an der Nordseeküste entspricht. Der Luftdruck ist auf 1900 m jedoch etwa um 20 % geringer als auf Meereshöhe.

## Technische Ausstattung

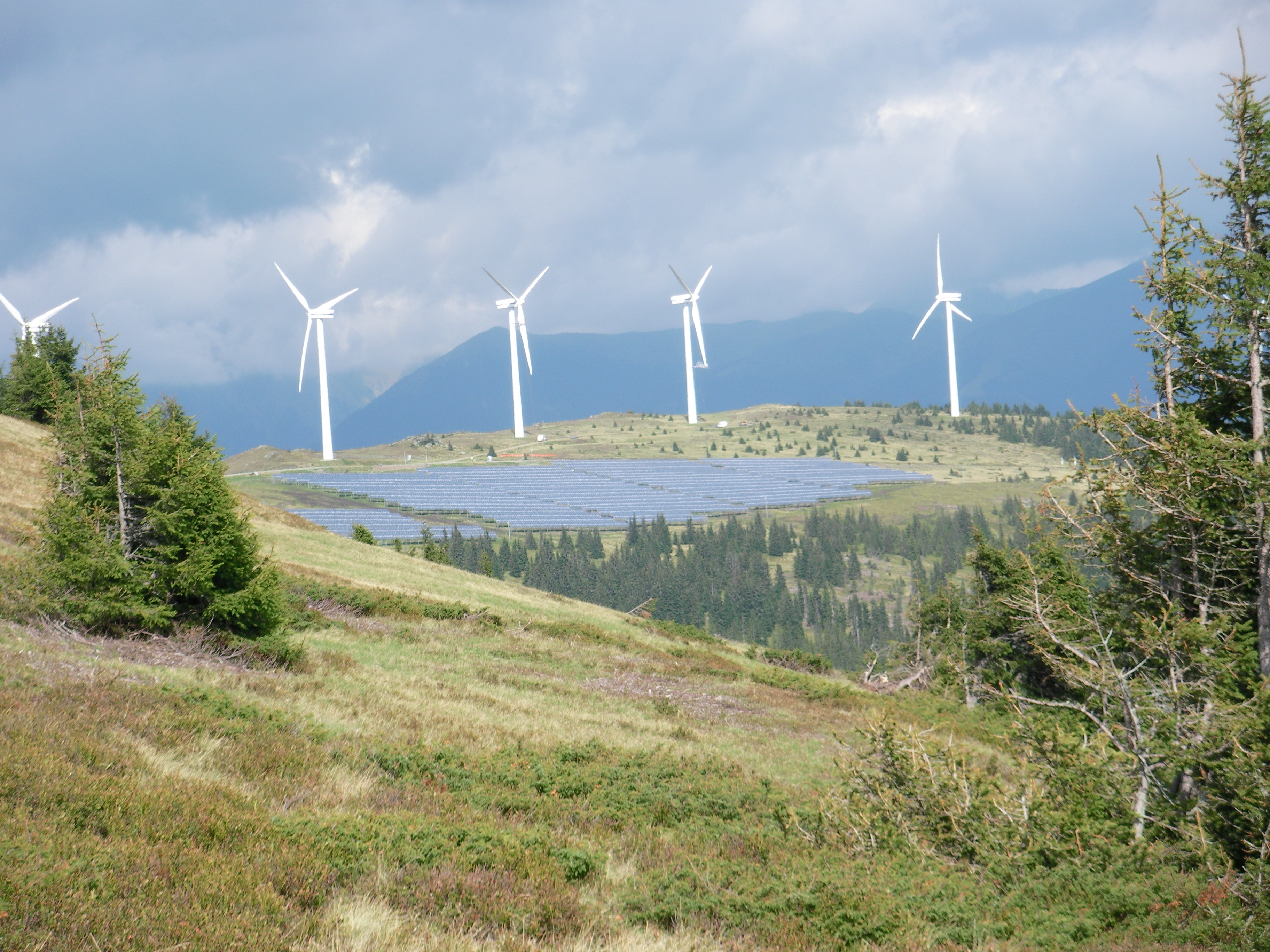
Solaranlage (ab 2011) am SSO-Hang vor den Windrädern (September 2012)

Der Tauernwindpark bestand ursprünglich aus elf Windkraftanlagen des Typs Vestas V66/1750 mit einer Nennleistung von je 1,75 MW, die Dezember 2002 in Betrieb genommen wurden (Oberzeiring I).
Im Herbst des Jahres 2004 wurde der Tauernwindpark um zwei baugleiche Anlagen erweitert (Oberzeiring II, in Betrieb November 2004). Die Gesamtleistung des Windparks erhöhte sich somit auf 22,75 MW. Die Türme haben 60 m Nabenhöhe, die Rotoren einen Durchmesser von 66 m.
Der jährliche Energieertrag betrug etwa 56 GWh, der Bedarf von etwa 13.000 Haushalten. Der vom Tauernwindpark erzeugte Ökostrom trägt zu einer Öleinsparung von 12.000–15.000 t und einer CO2-Reduktion von um die 35.000 t jährlich bei. Ein weiteres Windrad ist 2013 schon genehmigt, außerdem wurde eine Fotovoltaikanlage ergänzt.
Entwickelt wurde die Anlage von EWS Consulting, betrieben werden sie von der Tauernwind Windkraftanlagen GmbH, ansässig in Pottenbrunn, Niederösterreich, einer Kooperation von Imwind Immobilien-Windkraft Verwaltungs- und Beteiligungs GmbH, Pottenbrunn (80 %), und WEB Windenergie AG, Pfaffenschlag (20 %), die besonders in Niederösterreich zahlreiche Anlagen betreibt.
Der Tauernwindpark ist nur von ca. Anfang April bis Ende Oktober über eine Zufahrtsstraße, die sogenannte Höhenstraße, mit dem Fahrzeug erreichbar. Im Winter kann der Höhenrücken vom Schigebiet Lachtal/Rossalpe mit dem Schlepplift oder zu Fuß erreicht werden bzw. mit den Spezialfahrzeugen der Tauernwind GmbH.

## Chronologie
Die Blätter der ersten Windräder sollen vom im August 2002 anwesenden Schwertransporthubschrauber Kamow Ka-32A12 der Heli Swiss von einem Umschlagplatz in/bei Oberzeiring hochgeflogen werden. Warme Lufttemperatur (geringe Dichte) reduziert die Tragfähigkeit, es herrscht auch Nebel, der Pilot bricht beim 2. Versuch oder Flug ab. 1,5 Monate später im September 2002 bei kälterem Wetter erfolgen die Flüge erfolgreich. Die Masten werden über die Straße transportiert.
2002: Inbetriebnahme der ersten 11 Windräder als damals erster hochalpine und höchster Windpark der Welt
2003/Sommer: Einweihungsvolksfest am Bergrücken für Einheimische. Bei mit Abstand vom Boden zunehmendem Wind verfehlt ein Motorradakrobat die Aufsprungrampe und wird verletzt. Aus demselben Grund gelingt es einem Balloninstallateur nur 5 (statt 11) etwa 1 m große Latexheliumballons an einem Leinenbogen parallel zur Kette der Windräder aufzulassen.
2004: Zusätzlich gehen zwei weitere baugleiche Windräder Vestas V-66 in Betrieb = insgesamt 13 Turbinen.
2011: Die Photovoltaik-Module gehen auf der Tanzstatt (?) in Betrieb – mit 2 MW Spitzenleistung und 2,2 Mio. GWh Jahresertrag aus 13.500 m² Fläche die zum Zeitpunkt der Errichtung größte Sonnenstromanlage in der Steiermark
2013 ein Windrad, Enercon E-92, eines anderen Herstellers kommt dazu = insgesamt 14 Turbinen.
Von April 2018 bis September 2019 erfolgte ein Repowering des Windparks, bei dem neben der Verkabelungsschleife im Boden nur die jüngste 14. Turbine (aus 2013) stehen blieb. 13 Turbinen aus 2002 und 2004 sind nach Kasachstan verkauft und werden schrittweise durch 9 moderne je etwa doppelt so leistungsfähige auf neuen Fundamenten ersetzt. Mit dann insgesamt nur mehr 10 Turbinen wurde die (Gesamt-Spitzen-)Leistung um etwa 50 % erhöht.
Ab Mai 2018 wurden die 13 älteren Windräder samt Fundamenten schrittweise abgebaut.
Am 10. August 2018 verunfallt ein neues Rotorblatt beim Transport auf der Bergstraße.
Ende August 2018 wurde das erste der 9 neuen, größeren Windräder in Betrieb genommen.
Mit Stand 21. August 2018 standen – sichtbar via Webcam – ein Mast der neuen Windräder (2018) am Westende des Windparks, 7 alte Windräder im Osten des Parks erscheinen baulich noch vollständig.
Am 14. September 2019 wurde mit einem Bergkirtag, der von etwa 1000 Einheimischen und am Projekt Mitwirkenden besucht wurde, auf Einladung des Betreibers ImWind die Eröffnung des erneuerten Windparks gefeiert. Neben einem Festzelt mit Gastronomie gab es Attraktionen im Freien. Mit dabei: „Wilder Wind“ die Kinderanimation des Kraftwerkbetreibers ImWind. Ein Windrad konnte über Aufgang im Mast besichtigt werden, ein Autokran machte Hebefahrten für etwa 7 Personen in einem Gitterkorb fast bis in Nabenhöhe.

## Windenergie-Vorrangzone Oberzeiring

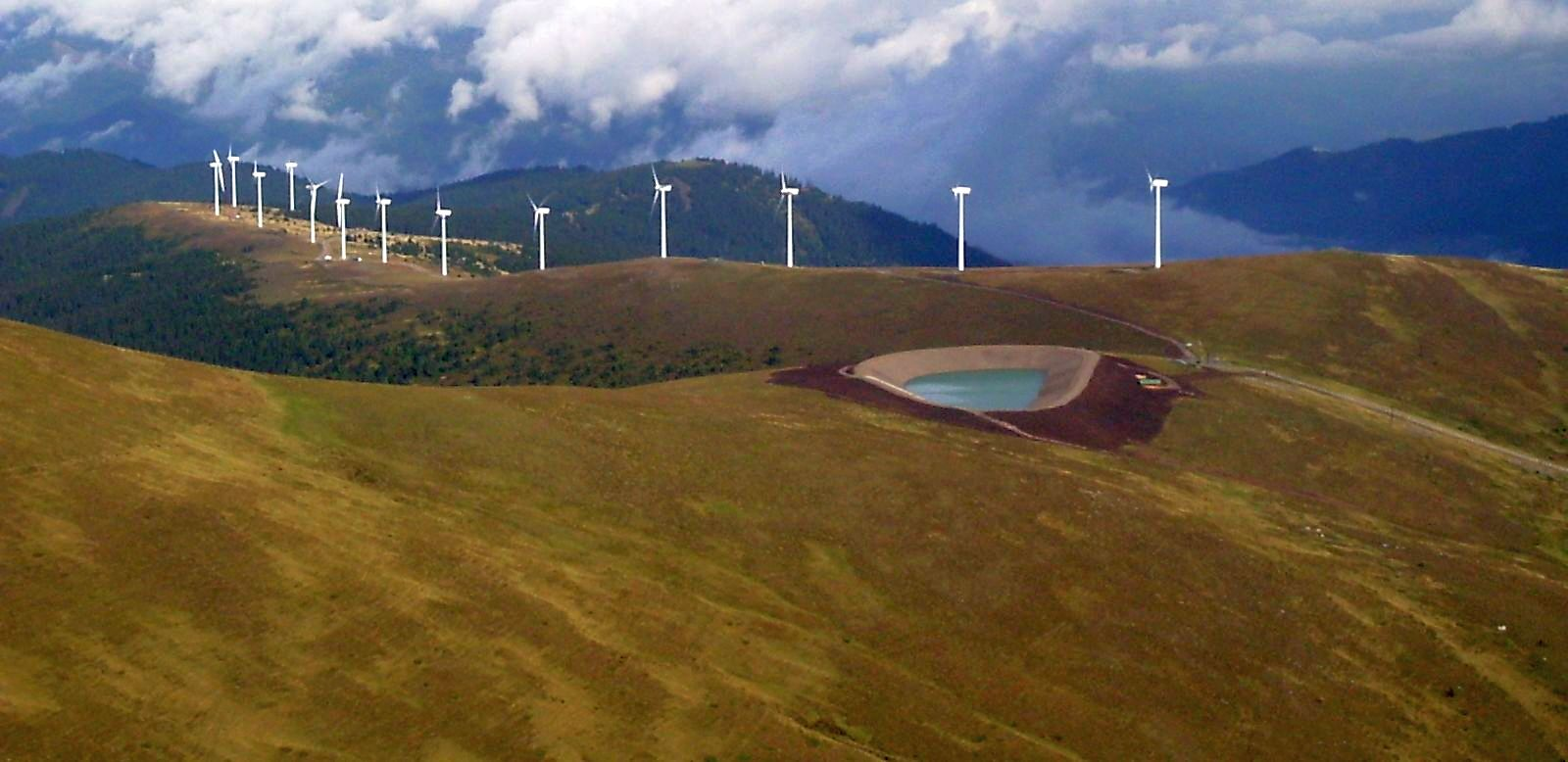
Windpark mit 13 Windrädern und Beschneiungswasserteich des Schigebiets Lachtal, Oktober 2008

Der ganze etwa 3½ km lange Gratzug von der Tanzstadlkapelle über Schönberg und Kobaldeck bis zum Steinerkogel ist im Entwicklungsprogramm für den Sachbereich Windenergie (Sapro Windenergie) 2013 im Ausmaß von 1,5 km² als Vorrangzone zu weiterem Ausbau ausgewiesen. Das umfasst Anteile zwischen 1700 und 1920 m in den Gemeinden Oberzeiring, Pusterwald und Schönberg-Lachtal. Das Programm schreibt vor, dass eine Erweiterung mindestens 10 MW, also drei bis vier moderne Anlagen, umfassen muss. Hier erscheint ein Ausbau durch das nahe Schigebiet durchaus landschaftsverträglich, und in der strategische Umweltprüfung zur Vorrangzone wurde betont, dass „durch die entsprechende Inszenierung der bestehenden Windräder als saubere Energiegewinnung und aufgrund der jahrelangen Einzigartigkeit dieses Windparks in der Steiermark die touristische Bedeutung des Gebietes bisher nicht beeinträchtigt wurde“ – der Tauernwindpark ist selbst zu einer Attraktion geworden.

## Unfall beim Ersetzen durch größere Windräder
Im Jahr 2018 wurden die bestehenden Windräder nach und nach durch solche mit größerem Rotordurchmesser ersetzt. Dazu wurde ein Zwischenlager für Rotorblätter in Oberzeiring angelegt. Der etwa 15 km weite Transport der 56 m langen und 14 t schweren Rotorblätter erfolgt einzeln auf einem 8-achsigen (64-rädrigem) Selbstfahrer, einseitig hydraulisch eingespannt schräg nach oben ragend und dabei hydraulisch kipp- und schwenkbar. Der samt Ladung 84 Tonnen schwere Plattformwagen wird auf der steil bergauf führenden Privatstraße zusätzlich von einem Lkw gezogen. Am 10. August 2018 kippte ein mit einem neuen Rotorblatt beladener Selbstfahrer auf der Straße um 120° seitlich talwärts. Das Blatt kam dabei im Wald zu liegen, es entstand ein Sachschaden von mehreren 100.000 Euro. 2 Mann konnten vom Selbstfahrer abspringen und blieben unverletzt, der Zug-Lkw blieb stehen, die Deichsel hielt. Zum Aufstellen des Selbstfahrers – nach Tagen, nachdem Fundamente und Abstützflächen für den Bergekran ausgehoben wurden, dienten zwei Autokräne dazu, das beschädigte, nämlich zerborstene und zerfranste Rotorblatt zu bergen. Dazu wurde es vom Flansch am Cargolifter zerstörend abgetrennt und gegen Abrutschen gesichert.

## Sonstiges
Der Kunstflieger Hannes Arch (1967–2016) flog Anfang April 2016 mit einem Flächenflugzeug Slalom zwischen den 14 60 m hohen und in je etwa 200 bis 300 m Abstand stehenden Masten des Parks. Die dreiflügeligen Turbinenräder sind dafür in Y-Position gestellt worden.